# St. Marien (Friesoythe)

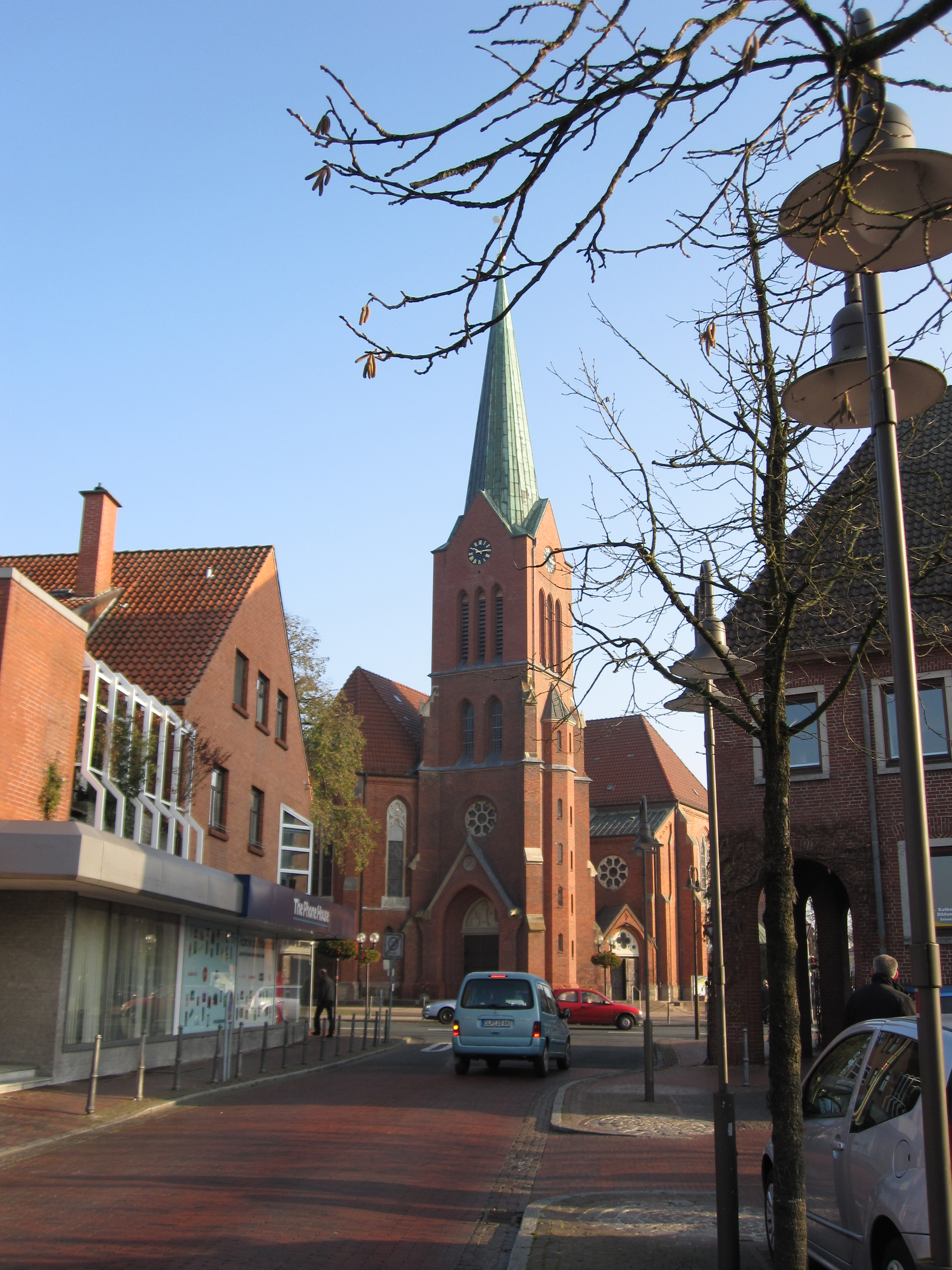
Ansicht von Südwesten (2011)

St. Marien in Friesoythe ist die Pfarrkirche der katholischen Pfarrgemeinde St. Marien Friesoythe, die dem Dekanat Friesoythe des Bistums Münster angehört.

## Geschichte
Friesoythe war ursprünglich eine Kapellengemeinde innerhalb der Pfarrei Altenoythe mit der Pfarrkirche St. Vitus. Die gotische Kapelle stammte vermutlich vom Ende des 14. Jahrhunderts und wurde in den folgenden Jahrhunderten mehrmals erweitert und verändert. 1619 erfolgte die Abpfarrung, wodurch die bisherige Kapelle zur Pfarrkirche wurde. Von 1885 bis 1886 wurde ein Kirchturm nach einem Entwurf von Johann Bernhard Hensen errichtet. Das jetzige Kirchengebäude wurde von 1908 bis 1910 durch Heinrich Flügel erbaut, wobei der Turm erhalten blieb.

## Beschreibung
Die neugotische Stufenhalle wurde aus rotem Backstein erbaut. Durch ein breites Querhaus ergibt sich im Inneren der Eindruck eines Zentralbaus. Der Chor ist polygonal mit einem 7⁄10-Schluss, das westliche Joch mit einem Fünfachtelschluss. Das zentrale Vierungsjoch ist mit Sterngewölbe ausgestattet, die anderen Joche mit Kreuzgratgewölbe.
Der ebenfalls neugotische Turm liegt nicht in der Achse des Langhauses, sondern versetzt an der Südseite des Westjochs. Er war bereits an den Vorgängerbau nicht direkt angebaut worden, sondern getrennt und nur durch dünne Zwischenmauern verbunden.

## Ausstattung
Ältestes Ausstattungsstück in der Kirche ist das Triumphkreuz aus der ersten Hälfte des 14. Jahrhunderts, auf dessen Rückseite sich ein Relief mit einer Darstellung der Verkündigung des Herrn befindet.

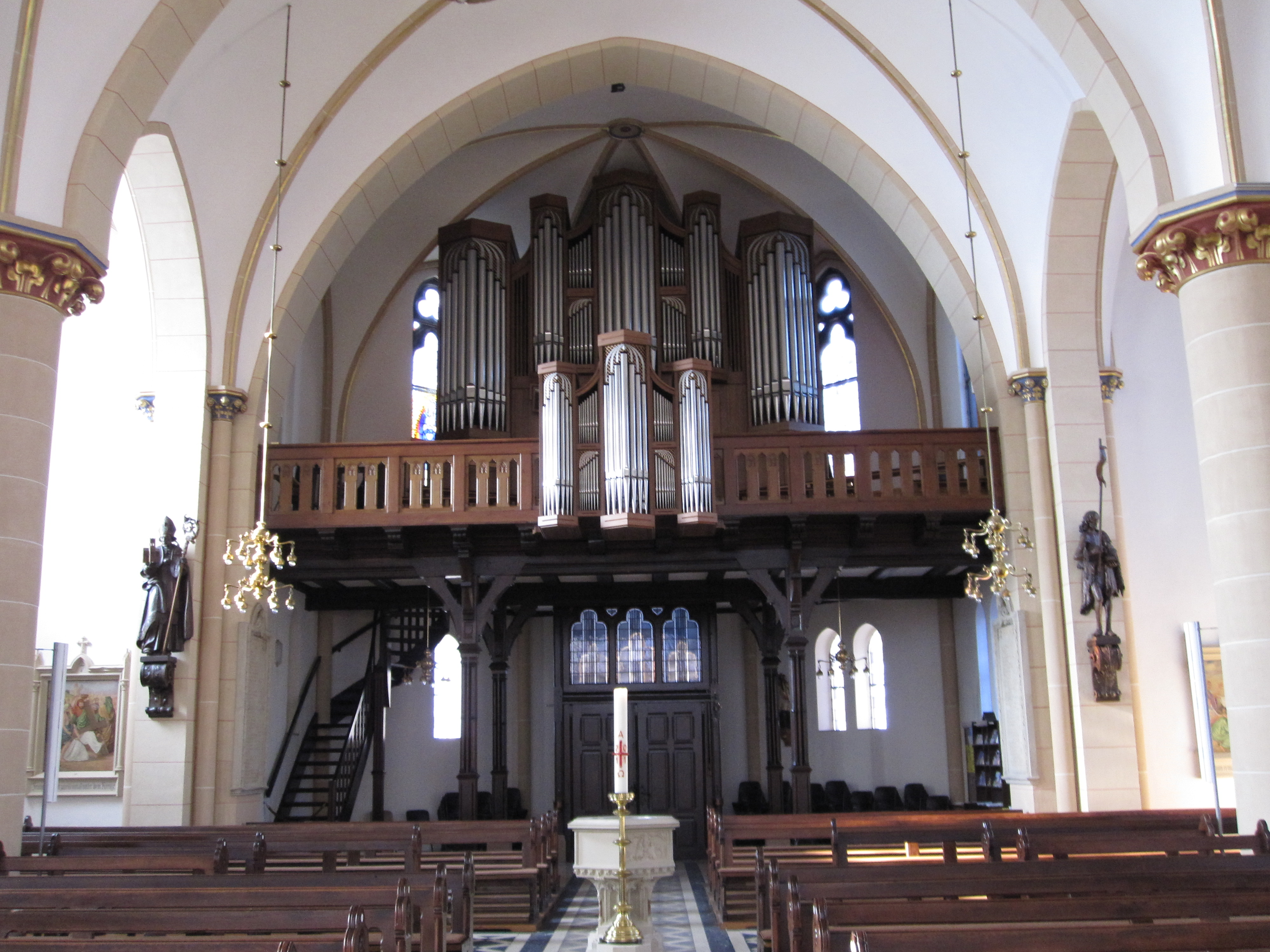
Orgel St. Marien Friesoythe

Der Hochaltar, die Kanzel aus Sandstein sowie zwei Seitenaltäre stammen von Fritz Ewertz aus der Bauzeit der neuen Kirche. Zwei weitere Seitenaltäre wurden 1916 von Heinrich Lobenberg gefertigt, in einem wurde der obere Teil eines gotischen Sakramentshäuschens aus der Zeit um 1430 integriert.
Vom 1738 von Thomas Simon Jöllemann hergestellten spätbarocken Hochaltar des Vorgängerbaus sind mehrere Heiligenfiguren und das Altarbild mit der Darstellung von Mariä Aufnahme in den Himmel erhalten. Ein Schmerzensmann und eine Pietà stammen ebenfalls aus der Werkstatt des Thomas Simon Jöllemann.
Die Orgel wurde 1994 von Siegfried Sauer Orgelbau (Höxter) erbaut. Das Schleifladen-Instrument hat 46 Register auf drei Manualwerken und Pedal. Die Spieltrakturen sind mechanisch, die Registertrakturen sind elektrisch.
| I Rückpositiv C–g3 |        |
| Metallgedackt      | 08′    |
| Quintade           | 08′    |
| Prinzipal          | 04′    |
| Blockflöte         | 04′    |
| Offenflöte         | 02′    |
| Sifflet            | 01′    |
| Sesquialtera II    | 02 ⁄3′ |
| Scharff IV         | 01′    |
| Dulzian            | 16′    |
| Krummhorn          | 08′    |
| Tremulant          |        |

| II Hauptwerk C–g3 |        |
| Bordun            | 16′    |
| Prinzipal         | 08′    |
| Spitzflöte        | 08′    |
| Oktave            | 04′    |
| Rohrflöte         | 04′    |
| Quinte            | 02 ⁄3′ |
| Oktave            | 02′    |
| Mixtur VI         | 02′    |
| Zimbel III        | 02⁄3′  |
| Trompete          | 08′    |

| III Schwellwerk C–g3  |         |
| Pommer                | 16′     |
| Italienisch Prinzipal | 08′     |
| Koppelflöte           | 08′     |
| Salizional            | 08′     |
| Schwebung             | 08′     |
| Prinzipal             | 04′     |
| Nachthorn             | 04′     |
| Nasat                 | 02 ⁄3′  |
| Schwiegel             | 02′     |
| Terz                  | 01 3⁄5′ |
| Quinte                | 01 ⁄3′  |
| Mixtur V              | 02 ⁄3′  |
| Basson                | 16′     |
| Trompette harmonique  | 08′     |
| Oboe                  | 08′     |
| Clarine               | 04′     |
| Tremulant             |         |
| Glockenspiel          |         |

| Pedalwerk C–f1 |         |
| Prinzipal      | 16′     |
| Subbass        | 16′     |
| Quinte         | 10 2⁄3′ |
| Oktavbass      | 08′     |
| Gedacktbass    | 08′     |
| Choralbass     | 04′     |
| Mixtur IV      | 02 ⁄3′  |
| Posaune        | 16′     |
| Trompete       | 08′     |
| Zink           | 04′     |